# Ҧ
La Ҧ, minuscolo ҧ, è una lettera dell'alfabeto cirillico. Viene usata oggi nella versione del cirillico per la lingua abcasa, dove rappresenta la consonante /p/. È stata costruita sulla base della lettera cirillica П.
Può essere traslitterata in alfabeto latino usando le lettere p, ṕ, ṗ o ph, o, nella variante georgiana, usando ფ.